# Sulcia mirabilis
Sulcia mirabilis är en spindelart som beskrevs av Josef Kratochvíl 1938. Sulcia mirabilis ingår i släktet Sulcia och familjen Leptonetidae.
Artens utbredningsområde är Montenegro. Inga underarter finns listade i Catalogue of Life.